# Aeolesthes achilles
Aeolesthes achilles là một loài bọ cánh cứng trong họ Cerambycidae.